# Hiéroglyphe égyptien G27
Le flamant rose, en hiéroglyphes égyptiens, est classifié dans la section G « Oiseaux » de la liste de Gardiner ; il y est noté G27. 

## Représentation
Il représente un flamant rose (Phoenicopterus roseus) penché. Il est translittéré dšr.

## Utilisation
| d · S · r | G27 |

| d · S · r | G27 |

| d · S · r | G27 |

| d · S · r | G27 |

| G27 | r |

| G27 | r |

| G27 | r |

| G27 | r |

rougissement » et dérivés.

## Exemples de mots
| d · S | r | w | G27 |

| d · S | r | w | G27 |

| d · S | r&t | G27 | N25 |

| d · S | r&t | G27 | N25 |

| G27 | r&t | S3 |

| G27 | r&t | S3 |